# Déjenme llorar
Déjenme llorar es el álbum debut de la cantante y compositora mexicana Carla Morrison, estrenado el 26 de marzo de 2012 por los sellos discográficos independientes Cósmica Récords e Intolerancia Récords. Una versión extendida se estrenó en diciembre de 2014. El álbum es principalmente pop alternativo con influencias en géneros latinos con una temática de desamor y desahogo contando con la producción de Andrés Landon (Sonido Landon) y Juan Manuel Torreblanca (de la banda Torreblanca) 
El álbum recibió muy buena recepción tanto crítica como comercial, siendo galardonado con 2 premios Grammy Latino  y posicionando a Morrison como uno de los artistas emergentes más destacados del panorama mexicano.

## Antecedentes
El 27 de noviembre de 2011 cerró su gira Mientras tu dormías, dando un concierto en el Teatro Metropolitan. Anunciando que durante 2012 saldría el nuevo disco de nombre Déjenme llorar. En este concierto los asistentes pudieron disfrutar del nuevo sencillo con el mismo nombre y que tiene la colaboración de Leonel García y de cuatro canciones más de la nueva producción. 

## Letra y música
Déjenme llorar tiene una marcada temática romántica de manera intima y retrospectiva con letras enormemente explícitas, en las que Morrison desnuda sus sentimientos sobre una larga relación frustrada. Así, topamos con infidelidades (No quise mirar), la euforia de un comeback destinado a fracasar (Me encanta, Eres tú), un dolor tan intenso que paraliza (Duele), el inevitable rencor (Maleza), la debilidad del que sigue irremediablemente enamorado (Tu orgullo) y, al fin, la necesaria paz que da asumir la derrota (Déjenme llorar)

## Lista de canciones
Todas las canciones compuestas por Carla Morrison y producidas por Torreblanca, Landon y la misma Morrison. 
- Edición estándar

| N.º | Título                        | Duración |  |
| 1.  | «Apague mi Mente»             | 3:43     |  |
| 2.  | «Me encanta»                  | 4:06     |  |
| 3.  | «No quise mirar»              | 3:46     |  |
| 4.  | «Duele»                       | 3:12     |  |
| 5.  | «Maleza»                      | 3:53     |  |
| 6.  | «Eres tú»                     | 3:50     |  |
| 7.  | «Tu Orgullo»                  | 3:30     |  |
| 8.  | «Olvide»                      | 4:49     |  |
| 9.  | «Hasta la piel»               | 4:03     |  |
| 10. | «Disfruto»                    | 4:06     |  |
| 11. | «Déjenme llorar»              | 3:57     |  |
| 12. | «Sin Despedir»                | 3:22     |  |
| 13. | «Tu Manera de Querer»         | 3:33     |  |
| 14. | «Me puede / Falta de Respeto» | 10:21    |  |

## Promoción
En 2011 tocó en la carpa Intolerancia, con el exguitarrista El Malo Rockdríguez en el festival latinoamericano más grande, Vive Latino de 2011, rompiendo el récord de la carpa más llena de historia. Logró también agotar las entradas a su presentación en el Lunario solo por estar en las páginas de Internet de YouTube, MySpace, Facebook y demás.
El 9 de diciembre de 2011 fue invitada especial en el cierre de gira de Otra Cosa de Julieta Venegas en el Auditorio Nacional.
El 16 de febrero de 2012 dio un concierto acústico totalmente gratuito en su ciudad natal de Tecate en el Teatro de la UABC de Tecate. Este show acústico fue muy emotivo ya que su hermana de Londres y otros familiares estuvieron presentes. A este evento asistieron aproximadamente 100 personas. La banda Los Rhodes abrió el evento. La mayoría de las canciones tuvieron la presencia de instrumentos como el violín, acordeón, guitarra, piano y clarinete.
El 23 de marzo de 2012 se presenta nuevamente en el Vive Latino con un lleno total en la carpa Dan-Up.
Al terminar su presentación en el Vive Latino 2012 anunció que daría una pequeña gira por Europa; Carla toco en varios lugares sin saber que el público conocía ya de ella. Carla Morrison acompañó a la banda Zoé a abrir algunos de sus conciertos en Colombia.